# MS Bieszczady
MS Bieszczady – statek zbudowany w 1968 roku, którego nazwa pochodzi od obszaru geograficznego Bieszczady.
Statek zbudowano w Stoczni Szczecińskiej. W zamierzeniu był to ostatni z zaplanowanych masowców serii B-520 (tzw. szesnastotysięczników), zbudowanych w tej stoczni na zamówienie Polskiej Żeglugi Morskiej (wszystkim nadano nazwy regionów geograficznych, pierwszym był MS Zagłębie Dąbrowskie). MS Bieszczady był 164 jednostką zbudowaną w Stoczni Szczecińskiej. Projektantem statku był inż. Jerzy Piskorz-Nałęcki. Wodowanie odbyło się 23 lipca 1968 roku o godz. 13 w Szczecinie. W uroczystości wzięli udział przedstawiciele wojewódzkich władz państwowych i partyjnych województwa rzeszowskiego (ówcześnie obejmującego swym zasięgiem także region Bieszczadów): Władysław Kruczek, Edward Duda, Stanisław Ryba, Wojciech Bania, Wiesław Marszałek, Zbigniew Dańczyszyn. Matką chrzestną statku została radna Wojewódzkiej Rady Narodowej w Rzeszowie i wiceprzewodnicząca zarządu wojewódzkiego Ligi Kobiet, Irena Kruczek.
Po wodowaniu zaplanowano prace wyposażeniowe, przeprowadzenie podniesienia bandery w terminie do 4 miesięcy oraz pierwszy rejs. Przy wykonaniu dekoracji wnętrz i urządzenia jednostki zostały uwzględnione motywy symbolizujące region bieszczadzki.
Kapitanem MS Bieszczady została od początku Danuta Kobylińska-Walas, pierwsza w Polsce kobieta kapitan żeglugi wielkiej.
Przeznaczeniem służby statku były porty w basenie Morza Śródziemnego. 